# Cathrine Wiernik
Cathrine Wiernik, född 19 maj 1974, är en svensk TV-producent och programdirektör på TV4.
Innan Wiernik kom till TV4 hade hon arbetat med produktion hos Strix Television, Sveriges Television och Kanal 5. Hon började arbeta som exekutiv producent på TV4 år 2004. År 2010 tillträdde hon en ny tjänst som formatansvarig på TV4:s programavdelning. Mot slutet av 2011 presenterades en omorganisation där hon blev "genrechef för underhållningsproduktioner". I juni 2014 blev Wiernik inköps- och formatchef på TV4-gruppen.
År 2015 efterträdde hon Åsa Sjöberg som programdirektör för allmän-TV på TV4-gruppen.